# George A. Tice
George A. Tice (13. října 1938 – 16. ledna 2025) byl americký fotograf. Jeho práce zachycují širokou škálu amerického života, krajiny a městského prostředí, většinou fotografované v jeho rodném New Jersey. Celý život žil v New Jersey, kromě služby v americkém námořnictvu, krátkého období v Kalifornii, stáže ve Spojeném království a letních workshopů v Maine, kde učil na Maine Photographic Workshops, nyní Maine Media Workshops.
Ticeovo dílo je uloženo ve sbírce Muzea moderního umění v New Yorku.

## Raný život a vstup do fotografie
George A. Tice se narodil v Newarku ve státě New Jersey 13. října 1938 jako syn vysokoškolsky vzdělaného Williama S. Tice a Margaret Robertsonové, kočovnice po irských, skotských a velšských populacích se čtvrtým stupeň vzdělání. George byl vychován svou matkou, udržoval pravidelný návštěvní kontakt se svým otcem, jehož vlivu a rad si velmi vážil.
Jeho první kontakt s fotografií byl v albech rodinných fotografií jeho otce, což mu dalo chuť vytvářet vlastní snímky. Začal s Kodak Brownie. V roce 1953 poté, co si koupil Kodak Pony, který mu dal určitou kontrolu nad expozicí a zaostřením, a vývojovou sadu Kodak, začal rozvíjet své řemeslo. Vstoupil také do Carteret Camera Club. Ticeovy fotografie bezdomovců na Bowery získaly druhé místo v soutěžích černobílého tisku. Právě v tomto okamžiku se rozhodl udělat z fotografie svou kariéru.
V roce 1955 navštěvoval střední odbornou a technickou střední školu v Newarku, kde krátce studoval komerční fotografii pod vedením Harvea Wobbeho. Když mu bylo šestnáct, opustil školu a přijal práci jako asistent temné komory pro Classic Photo, portrétní studio v Newarku. Pracoval také jako skladník v Kresge's Department Store v Newarku, poté jako úředník v oddělení oběhu Newark Evening News. Právě v této práci se dozvěděl o smrti herce Jamese Deana prostřednictvím výstřižku o jeho smrti. Tice později zvolil Deana jako jeden ze svých námětů v projektu Hometowns: An American Pilgrimage.
V roce 1956 Tice narukoval do námořnictva Spojených států, kde dosáhl hodnosti fotografa třetí třídy. Po výcvikovém táboře a dvou letech na námořní letecké stanici Memphis byl převelen k námořní službě na palubě letadlové lodi USS Wasp (CV-18). Jedna z fotografií, kterou pořídil na palubě, Exploze na palubě USS Wasp, 1959, byla zveřejněna na titulní stránce The New York Times. Edward Steichen, tehdejší ředitel fotografie v Muzeu moderního umění, byl tímto obrazem zasažen a požádal o tisk pro muzejní sbírku. Ve stejném roce byl se ctí propuštěn.

## Raná kariéra
V roce 1960, už jako civilista, Tice vstoupil do Vailsburg Camera Club a přijal práci jako rodinný portrétní fotograf pro Americana Portraits. Jako aktivní člen klubu vystavoval v mezinárodních salonech. Téhož roku začal podnikat krátké výlety do okresu Lancaster v Pensylvánii, aby fotografoval komunity Amišů a Mennonitů pomocí 35mm a středoformátových fotoaparátů. V roce 1964 začal svou sérii fotografií stromů. Do té doby se naučil vše, co mohl, z disciplín kamerového klubu a svou angažovanost dotáhl do konce. Tice měl svou první samostatnou výstavu v Underground Gallery v New Yorku a poté se s rodinou přestěhoval do Kalifornie, kde pokračoval ve své práci na rodinných portrétech, ale věnoval se uměleckým projektům, jako je jeho série o městě duchů Bodie v Kalifornii, poblíž pohoří Sierra Nevada.
Když se jeho ženě Marie stýskalo po domově, vrátil se do New Jersey, kde, jak se dozvěděl, byl rodinný obchod s portréty podstatně výnosnější než na západním pobřeží. V roce 1967 si koupil kameru Deardorff 4 x 5 a fotografoval studie ledových útvarů. Ve stejném roce vyměnil svou kameru 4 x 5 za kameru 8 x 10 a začal se svou sérií vodních rostlin. Vytvořil také své první fotografie Patersonu v New Jersey, které se staly námětem dvou knih a výstav, Paterson a Paterson II. Následující rok vydal The Amish Portfolio, soubor dvanácti tisků v limitované edici s úvodem Jacoba Deschina. S finanční zálohou od Doubleday pro Fields of Peace si koupil zbrusu nový 8 x 10 Deardorff, který zůstal jeho preferovaným nástrojem.

## Dospívání
Tice se setkal s Lee Witkinem v roce 1968 a využil své znalosti fotografie a její historie, aby mu pomohl založit Witkin Gallery v New Yorku. Vydal portfolio Trees, vedl workshop v Aspenu v Coloradu a začal experimentovat s platinovým tiskem, ztraceným uměním od první světové války, kdy válečné ceny platiny vytlačily výrobce speciálního tiskového papíru z trhu. Jediná dokumentace procesu sestávala z původních patentů Williama Willise, které neposkytovaly Ticemu dostatek informací k přípravě papíru a jeho použití k výrobě tisků. Tice musel pro sebe platinový tisk znovu vynalézt. To, co se dozvěděl, publikoval v článku „The Lost Art of Platinum“ ve vydání britského fotografického časopisu Album z prosince 1970. Ticeovo experimentování s ranými fotografickými procesy pokračovalo v roce 1972 vytvořením fotogenické kresby listů vytištěných v kontaktním rámečku vystaveném slunečnímu záření na ručně zcitlivělý papír potažený zředěným dusičnanem stříbrným způsobem Williama Henryho Foxe Talbota, který vytvořil kalotypový negativ.
V roce 1970 vydal Doubleday Ticeovu první knihu Fields of Peace: A Pennsylvania German Album s textem Millena Branda. Ten rok začal fotografovat pobřežní Maine a začal učit na The New School for Social Research. Ten rok také cestoval do Londýna a Paříže s Lee Witkinem při hledání materiálu pro Witkin Gallery. Setkali se se synem Fredericka H. Evanse, který prodal Witkinovi blok platinových tisků a diapozitivů. Tice si také nějaké koupil.
V roce 1971 vydal Tice své portfolio, Bodie, s úvodem od Lee Witkina, vytiskl Evansovo portfolio z diapozitivů a publikoval, opět s Doubleday, Goodbye River Goodbye, s poezií George Mendozy. V roce 1972 ho časopis Life najal na zakázku pro článek „Home to Iowa“. Rutgers University Press vydal Paterson a Metropolitní muzeum umění představilo samostatnou výstavu, Paterson, New Jersey. Doubleday publikoval Seacoast, Maine: People and Places s textem Martina Dibnera.
Tice získal stipendia od National Endowment for the Arts a Guggenheim Foundation. Cyklus Paterson byl oceněn Grand Prix na Festivalu d'Arles. Edward Steichen v posledním roce svého života jmenoval Tice tiskařem svých negativů, což byla povinnost, ve které Tice pokračoval až do roku 1998, kdy tiskl několik portfolií Steichenových prací. Tice také vytvořil tisky pro portfolia fotografií Fredericka H. Evanse, Francise Bruguièra a Edwarda Westona, které vydala Witkin Gallery. Ansel Adams doporučil Ticeho pro zakázku Field Museum of Natural History v Chicagu, aby vytvořil dvě šedesátistopé nástěnné malby ostrova Sapelo v Georgii, Life poslal Ticeho do Hutchinson, Kansas, aby přispěl do zvláštní zprávy „Jeden den v životě Ameriky." Witkin Gallery představila v roce 1975 dvacetiletou retrospektivu Ticeova díla, doprovázenou knihou George A. Tice, Photographs: 1953–1973, kterou vydalo Rutgers University Press.
Ticemu bylo tehdy třicet sedm let. Tato retrospektiva znamenala zásadní bod v jeho kariéře. Byl etablován jako klasický pozorovatel americké krajiny, městské i venkovské, a světa pracujícího Američana. Od té doby zkoumal svá základní témata do větší hloubky, pokračoval v ilustrování cest změn v Americe a rozšiřoval je se zvýšenou pozorností na lidská témata. Nejen, že trénoval své oko a techniku na strukturách a prostředích, které si Američané vytvořili po staletí k životu a práci, ale začal také přímo zkoumat lidi — vždy v kontextu jejich prostředí, růstu a historie, a vždy s hlubokým a soucitným zájmem. V průběhu dalších desetiletí se vypracoval jako fotograf-historik – vlastnost, kterou již projevil svým zájmem o historii fotografie jako sběratel a studiem a osvojováním historických technik.
Kolem roku 1976 Tice pořídil objektiv Fujica s měkkou kresbou a v tomto našel další cestu, jak zkoumat historii fotografie a znovu ji vynalézt pro své vlastní umělecké účely. Fascinovaly ho pevné obrysy, které tento objektiv vykresloval uprostřed jemně rozptýleného světla vyzařujícího z postavy — efekt, který byl zásadně odlišný od metod používaných moderními fotografy. Během následujících dvou let vytvořil sérii měkkce rozostřených fotografií přítelkyně Deborah a tří bílých koček, které patřily jedné z jeho dcer.
Urban Landscapes: A New Jersey Portrait následoval v roce 1976, opět z Rutgers University Press, rozšíření Ticeovy vize o drsných městech průmyslového New Jersey. Stejně jako v Patersonovi zkoumal Tice scény z prostředí pracujícího člověka, které v té době přežívalo jen nejistě a brzy zmizelo navždy. Ačkoli jeho námět, technika a styl sahají daleko za to, téměř k bodu univerzálnosti, městská scéna v New Jersey zůstala jeho nejznámější žilou.
Ticeův zájem o lidi se projevil v malé knížce, která se nepodobala žádné, kterou předtím vytvořil: Artie Van Blarcum: An Extended Portrait. Artie byl věrným členem Tri-County Camera Club. Když se Tice rozhodl vytvořit o něm knihu, neochotně dovolil Tice, aby ho následovala jako svědka jeho každodenního života. Artie, pak 52, byl New Jersey Everyman. Stejně jako jeho dědeček a otec před ním, Artie pracoval v továrně. Vedl omezenou existenci, sdílel rodinný dům se svým bratrem a sledoval úzkou rutinu činností, mezi něž patřily hlavně schůzky fotoklubu a výlety na motorovém člunu podél pobřeží New Jersey. Tyto, stejně jako výstavy a soutěže pořádané klubem, nastavovaly standardy a limity Van Blarcumovy fotografické tvorby. V každé fázi fotografického procesu, od výběru námětu až po finální tisk, se Van Blarcum snažil vyhovět porotcům. Jeho práce tak ztělesňuje vše, co je typické pro fotoklubovou fotografii, běžně ztotožňované s obsedantní technickou dokonalostí a banálním námětem. Po Van Blarcumově smrti představil Tice své archivy William Paterson University, která jim ve dnech 8. září – 16. října 2015 věnovala výstavu.

## Pozdější kariéra
Tice sám připravil rozsáhlé texty, citované z jeho tématu, což je praxe, která mu dobře posloužila v budoucích publikacích, především Lincoln a Hometowns. Tice se po přečtení Lincolna od Carla Sandburga v roce 1981 začal zajímat o Abrahama Lincolna. Jeho okamžitou reakcí na Sandburgovu knihu však bylo vydat se po celých Spojených státech hledat pomníky, sochy a jmenovce, které nejenže připomínaly Lincolna, ale zavedly jeho živou přítomnost na běžných nárožích ulic a velkých veřejných prostranstvích.
V roce 1982 Tice vytiskl Steichenovo portfolio, Steichen: Twenty-Five Photographs a další retrospektivní monografii Urban Romantic: The Photographs of George Tice, vydanou vydavatelem Davidem R. Godinem, což znamenalo začátek Ticeova cíle pokusit se vyrovnat kvalitě jeho původních tisků ve svých knihách. V roce 1983 se Tice obrátil k novému tématu úzce souvisejícímu s Lincolnem. Cestoval na Středozápad, aby fotografoval Fairmount Jamese Deana v Indianě, Dixon Ronalda Reagana v Illinois, a Hannibal Marka Twaina v Missouri. Jeho fascinace legendárními americkými muži ho inspirovala nejen k tomu, aby hledal vzpomínky na každém rohu ulice, ale také k návštěvě domovských měst tří Američanů, kteří povstali z obyčejných začátků, aby dali společnosti a kultuře historický punc. Při svém podrobném průzkumu rodných měst bere čtenáře na pouť, aby uctila muže, ale především uctila společenskou strukturu, která jim umožnila studovat, tvořit a růst.
Tice také jako lektor pravidelně vedl fotografické kurzy v mnoha institucích včetně Maine Photographic Workshop v Rockportu ve státě Maine a Appalachian Photographic Workshops v Asheville, NC.
Následující rok Tice navštívil SSSR na kulturní výměně, vedl skupinu amerických fotografů spolu s Colem Westonem a udělal několik fotografií, především pouličních portrétů. Lincoln vydalo Rutgers University Press a Tice vytiskl druhé portfolio Steichen In the Studio, 12 fotografií. Lee Witkin zemřel v roce 1985. Evelyne Daitzová převzala jeho galerii a nadále ji provozovala až do roku 1999. Další portfolia Steichena se objevila v roce 1986, Juxtapositions, 12 fotografií, a v roce 1987, The Blue Sky, 12 fotografií. Tice byl uveden do New Jersey Literary Hall of Fame a oceněna cenou „Michael“, cenou navrženou Michaelem Gravesem. Hometowns: An American Pilgrimage, vydala New York Graphic Society v roce 1988. V roce 1990 Tice získal společné stipendium od Národního muzea fotografie, filmu a televize (nyní National Media Museum ) v Bradfordu a od Ilkley College, Ilkley v severní Anglii. Následující rok vydali práci, kterou dělal jako kolega, Stone Walls, Grey Skies: A Vision of Yorkshire, sestávající z náladových, atmosférických pohledů na krajinu a pobřeží. Rozšířené druhé vydání knihy vyšlo v roce 1993.
V roce 1992 se Tice se začal zajímat o nový rozhodující směr. Začal studovat svou vlastní genealogii a zjistil, že jeho předci z otcovy strany nebyli němečtí přistěhovalci z 19. století, jak věřil jeho otec, ale ranní příchody do Ameriky. Sám Tice byl Američan jedenácté generace, potomek lidí, kteří emigrovali do New Utrechtu na Long Islandu (Brooklyn) z Lutychu v sedmnáctém století. Brzy se přesídlili do New Jersey a založili dlouhou řadu farmářů a lodníků. Ticeovou uměleckou odpovědí na to, co se naučil, byla sbírka rodinných fotografií, dopisů a dokumentů souvisejících s životem rodiny v oblasti, kde se usadili, kdysi nazývané Ticetown, a také jeho vlastní fotografie Tice "Homestead", postaveného Jacob S. Tice v roce 1848 a domov čtyř generací Tice. George Tice našel tento dům ve zchátralém stavu jen s obtížemi. V zimě roku 2005 se zřítil do hromady sutin. Tato práce byla vydána Lodima Press v roce 2007.
Tice se vrátil do New Jersey v roce 1994, kdy zahájil projekt městské veduty, který o osm let později vyšel jako George Tice: Urban Landscapes.
V letech 1997 a 1998 Tice vytiskl další negativy Steichena pro knihu jeho vdovy Joanny, Steichen's Legacy, a vytvořil dvě makety Steichenova nedokončeného projektu, Shadblow, The Final Apprenticeship of Edward Steichen, Tice obdržel ocenění od Státní rady New Jersey Arts Fellowship. Jeho přepracované a rozšířené vydání Fields of Peace: A Pennsylvania German Album vydalo Godine v roce 1998. Witkin Gallery byla po třiceti letech provozu uzavřena v roce 1999. Godine publikoval George Tice: Selected Photographs, 1953–1999, retrospektivu kapesní velikosti. Jeho práce byla uvedena v American Photographs 1900/2000, část 3, 1968-1999 v James Danziger Gallery, New York. V roce 2000 měl Tice svou první výstavu v Ariel Meyerowitz Gallery v New Yorku. Poté začal fotografovat pro Patersona II. Následující rok Godine vydal kapesní retrospektivní knihu se stejným názvem jako výstava. George Tice: Urban Landscapes vydalo nakladatelství WW Norton s uvedením Briana Wallise v roce 2002, doprovázené stejnojmennou výstavou v Mezinárodním centru fotografie v New Yorku. Výstava putovala do New Jersey State Museum, Trenton, New Jersey a The Museum of Art, University of Maine, Bangor v následujícím roce, kdy také vystavoval v Point Light Gallery, Sydney, New South Wales.
V roce 2004 byly další výstavy v Candace Perich Gallery v New Yorku a Zelda Cheatle Gallery v Londýně. Ten rok Tice cestoval do Londýna, Yorkshiru a Belgie, kde dohlížel na produkci Common Mementoes, sbírku dosud nepublikovaných městských krajin z 90. let. Pět z jeho fotografií bylo upraveno pro scénu a zadní projekce pro broadwayský muzikál Jersey Boys. Tice měl výstavu v Scott Nichols Gallery v San Franciscu a pokračoval v práci na Ticeově genealogii a fotografii Ticetownu.
V roce 2006 Tice odcestoval do Belgie, aby spolupracoval s Georgesem Charlierem z Amanasalto na produkci Patersona II. Dohlížel na tisk speciální edice 20 x 24 platinových/palladiových tisků od Salto. Paterson II vydalo Quantuck Lane Press s esejem A. D. Colemana „Poetika Quotidian: Patersonovy fotografie George Tice“. Související výstava, Paterson II: Fotografie George Tice, byla zahájena v newarském muzeu a pokračovala do Lambert's Castle, Paterson, Jordan Schnitzer Museum of Art, na University of Oregon at Eugene.
Tice přispěl ke skupinové výstavě v muzeu J. Paula Gettyho, Where We Live, Photographs of America, ze sbírky Berman Collection. Poté začal pracovat na inventarizaci svého archivu. V roce 2009 David R. Godine publikoval Seacoast Maine, s úvodem Johna K. Hansona. To bylo doprovázeno výstavou v Peter Fetterman Gallery, Santa Monica.
V roce 2010 začalo natáčení dokumentu o jeho kariéře George Tice: Seeing Beyond the Moment od New Street Productions, který měl premiéru v roce 2013 v Newark Museum v rámci oslav jeho 75. narozenin, které zahrnovaly výstavy na William Paterson University, The Newark Museum, Scott Nichols Gallery, Nailya Alexander Gallery a Point Light Gallery.
V říjnu 2015 nadace Lucie ocenila Tice cenou Lucie za celoživotní dílo v Carnegie Hall. V roce 2022 vyšla v nakladatelství Veritas Editions kniha Ticeových fotografií s názvem Lifework: Photographs 1953–2013.

## Osobní život a smrt
Tice se oženil s Joannou Blaylockovou v roce 1958, když sloužil v americkém námořnictvu. Narodil se syn Christopher. Rozvedli se v roce 1960 po jeho propuštění z námořnictva. Ve stejném roce potkal Marii Tremmelovou a oženil se s ní. Měli čtyři dcery: Lorettu, Lisu, Lynn a Jennifer. Tice a Marie Tremmel se rozvedli v roce 1977. V letech 1984 až 1986 byl ženatý s Galinou Kirlenco, ruského původu.
Tice zemřel 16. ledna 2025 ve věku 86 let.

## Ocenění
- 1964: Medaile Franka Roye Fraprieho na 32. mezinárodní fotografické výstavě v Boston Camera Club
- 1973: National Endowment for the Arts Fellowship; Guggenheimovo společenství; Grand Prix du Festival d'Arles
- 1987: Uveden do New Jersey Literary Hall of Fame. Oceněno „Michael“, navržený Michaelem Gravesem
- 1990: Společné stipendium z Národního muzea fotografie, filmu a televize a Bradford and Ilkley College, Bradford, Velká Británie
- 1998: New Jersey State Council on the Arts Fellowship
- 2003: New Jersey State Council for Humanities Honor Book for Urban Landscapes
- 2003: Čestný doktorát z William Paterson University
- 2015: Cena Lucie za celoživotní mistrovství

## Publikace
- Fields of Peace: A Pennsylvania German Album. New York: Doubleday, 1970. Esej: Millen Brand. Rev. ed.: New York: Dutton, 1973. Rev. ed.: Boston: David R. Godine, 1998.
- Goodbye, River, Goodbye. New York: Doubleday, 1971. Básně: George Mendoza.
- Paterson. New Brunswick, New Jersey: Rutgers University Press, 1972. Text: Tice.
- Seacoast Maine: People and Places. New York: Doubleday, 1973. Esej: Martin Dibner.
- George A. Tice: Photographs, 1953–1973. New Brunswick, New Jersey: Rutgers University Press, 1975. Úvod: Lee D. Witkin.
- Urban Landscapes: A New Jersey Portrait. New Brunswick, New Jersey: Rutgers University Press, 1975. Text: Tice.
- Artie Van Blarcum: An Extended Portrait.. Danbury, New Hampshire: Addison House, 1977. Úvod: Tice, doslov: Robert Coles.
- Urban Romantic: The Photographs of George Tice. Boston: David R. Godine, 1982. Úvod: Tice.
- Lincoln. New Brunswick, New Jersey: Rutgers University Press, 1984. Úvod: Tice.
- Hometowns: An American Pilgrimage. Boston: A New York Graphic Society Book, Little Brown & Co., 1988. Úvod: Tice.
- Stone Walls • Grey Skies: A Vision of Yorkshire. Bradford, UK: National Museum of Photography, Film & Television, 1990. Úvod: Tice, doslov: Juliet R. V. Barker. Expanded ed.: Bradford, UK: National Museum of Photography, Film & Television, 1992. Úvod: Tice, doslov: Juliet R. V. Barker.
- George Tice: Selected Photographs, 1953–1999. Boston: David R. Godine, 2001. Úvod: David R. Godine.
- George Tice: Urban Landscapes. New York: International Center of Photography in Association with W.W. Norton, 2002. Text: Tice, úvod: Brian Wallis.
- Common Mementos. Revere, Pennsylvania: Lodima, 2005. Text: Tice.
- Paterson II. Quantuck Lane, New York, 2006. Úvod: Mary Sue Sweeney Price, Tice, A .D. Coleman.
- Ticetown. Revere, Pennsylvania: Lodima, 2007. Esej: Tice.
- Seldom Seen. Exton, Pennsylvania: Brilliant, 2013. Esej: Michael More a August Kleinzahler.
- Lifework: Photographs 1953–2013. Woodinville, Washington: Veritas, 2021. Esej: Michael Miller, doslov: Tice.

## Výstavy
(samostatné, pokud není uvedeno jinak)
- Paterson, New Jersey, Metropolitan Museum of Art, New York, 1972.[6]
- Urban Landscapes: A New Jersey Portrait, v Rutgers University Art Gallery, 1976.
- Liberty State Park: The Master Plan, Muzeum moderního umění, New York City (organizováno oddělením architektury MoMA), 1979.
- George A. Tice, Photographic Museum of Finland(fi), Helsinky, Finsko, 1985.
- Main Street to Red Square, Drew University, Madison, New Jersey, 1985.
- Stone Walls, Grey Skies and A Retrospective, Národní muzeum fotografie, filmu a televize, Bradford, Velká Británie, 1991
- Urban Landscapes, Mezinárodní centrum fotografie, New York, 2002.
- George Tice : Urban Landscapes, An American Master, New Jersey State Museum, Trenton, New Jersey, Museum of Art, University of Maine, Bangor, 2003.
- George Tice: Paterson, Newark Museum, 2006.
- Paterson II: George Tice, William Paterson University, Wayne, New Jersey, 2007.
- A to Z: 26 Great Photographs From the Norton Collection, Norton Museum of Art, West Palm Beach, 2013.
- Seeing Beyond the Moment The Photographic Legacy and Gifts of George Tice, Newark Museum, 2013.[7]
- Without Adornment: Photographs by George Tice, 9. září až 13. prosince 2013, William Paterson University Galleries, 2013.[8][9]

## Filmografie
- Honoree George Tice, Lucie Foundation
- George Tice: Seeing Beyond the Moment, 2013, dokument, který napsali a režírovali Bruce Wodder, Peter Bosco a Douglas Underdahl, High Bridge, NJ, New Street Films.

## Sbírky
Dílo autora se nachází v této stálé sbírce:
- Muzeum moderního umění, New York: 13 výtisků[2]